# Дети кукурузы: Откровение
«Дети кукурузы: Апокалипсис» (англ. Children of the Corn: Revelation) — американский фильм ужасов 2001 года режиссёра Гая Магара. Седьмая часть киносериала «Дети кукурузы».

## Сюжет
Девушка по имени Джейми начинает волноваться, когда её бабушка перестаёт отвечать на телефонные звонки. Тогда Джейми решает навестить бабулю в небольшом городке в Небраске, где та проживает. Оказавшись в доме пожилой леди, Джейми находит там не родственницу, а незнакомых детей. Ей ничего не остаётся, кроме как ждать появления бабушки, ведь никто даже не знает о её существовании. Тем временем, местный священник и дети вызывают подозрения у Джейми, а вскоре она узнаёт о таинственном культе кукурузы, который царит в этом городе. А вскоре Джейми столкнётся с кровожадными призраками и их предводителем Авелем, жаждущим вернуться к жизни.

## В ролях
- Клодетт Минк — Джейми
- Кайл Кэсси — Детектив Эрмбристер
- Кристал Лоу — Тиффани
- Трой Йорк — Джерри
- Майкл Роджерс — Стэн
- Майкл Айронсайд — священник
- Джеффри Баллард — Мальчик №1
- Тейлор Хоббс — Девочка №1
- Шон Смит — Авель

## Музыка
В фильме звучали песни:
- «Heartbreaker» в исполнении Diondre Hall.
- «Maybe One Day» в исполнении Calista Woodbridge.